# Pomnik konny Franciszka Sforzy

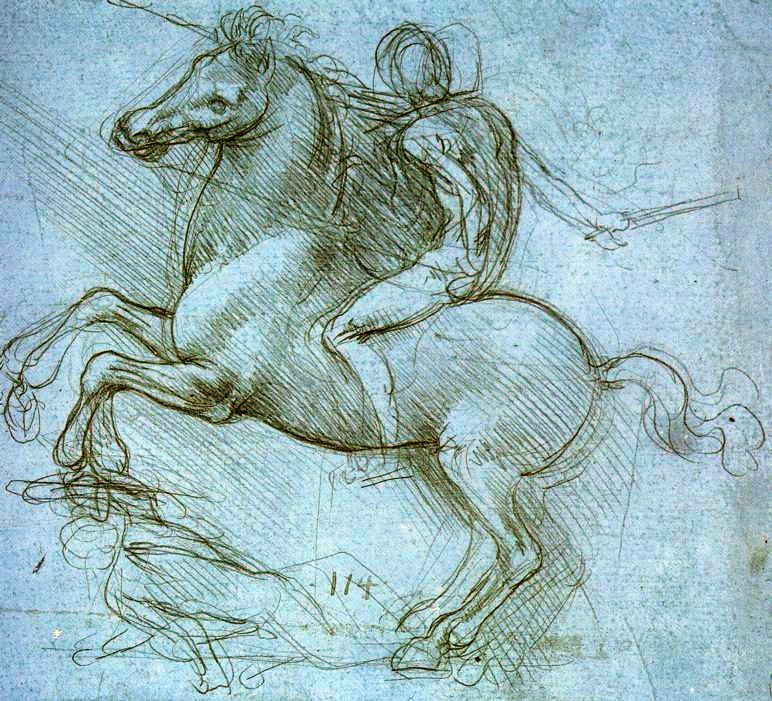
Pierwszy projekt pomnika

Pomnik konny Francesca Sforzy – pomnik z brązu, który miał zostać wykonany przez renesansowego artystę Leonarda da Vinci. Pomnik miał przedstawiać ojca Ludwika Sforzy, Franciszka I Sforzę, założyciela rodu Sforzów.

## Pomysł
Pomysł stworzenia pomnika powstał już w latach 60. XV wieku. Wieść o tym pomyśle krążyła po florenckich pracowniach. Dowodem na to jest projekt pomnika autorstwa Antonia del Pollaiuolo. Leonardo wyraził zainteresowanie rzeźbą w liście do Sforzy w 1482 roku. Prawdopodobnie miał już wcześniej doświadczenie z odlewaniem pomników, które nabył u Andrei del Verrocchia podczas prac nad pomnikiem konnym Bartolomea Colleoniego. Wiosną lub w połowie 1489 roku Ludwik zamówił rzeźbę u Leonarda. Świadczy o tym raport ambasadora Republiki Florenckiej w Mediolanie Pietra Alamanni z 22 lipca 1489 roku. Pomnik miał nadać władzy Sforzy prestiż i chwałę.
Koń oraz jeździec mieli ważyć 75 ton. Wysokość pomnika miała wynosić co najmniej 7 metrów. Początkowo Franciszek I miał zostać ukazany w spektakularnej pozie na grzbiecie konia.
Za sprawą zlecenia, a także realizacji spektakli dworskich Leonardo został oficjalnym nadwornym artystą na dworze Ludwika Sforzy, dzięki czemu on oraz jego asystenci otrzymali pokoje mieszkalne oraz pracownię w Corte Vecchia.
Ludwik Sforza miał wątpliwości, czy Leonardo zdoła ukończyć zlecenie. Ambasador Florencji w Mediolanie w raporcie z lipca 1489 roku podaje, że Ludwik Sforza zapytał Wawrzyńca Wspaniałego, czy może przesłać jednego lub dwóch artystów biegłych w odlewaniu pomników. W odpowiedzi otrzymał informacje, że Florencja nie dysponuje fachowcami, mogącymi zrealizować dzieło. Leonardo zdając sobie sprawę, że może utracić zlecenie, przygotował kampanię autopromocyjną. Na jego prośbę poeta Piattino Piatti napisał epigramat, który miał trafić na cokół, oraz wiersz wychwalający projekt Leonarda. Ostatecznie Ludwik Sforza nie przekazał zlecenia innemu artyście. 23 kwietnia 1490 roku Leonardo zanotował, że wrócił do pracy nad koniem.

## Wykonanie

### Rozpoczęcie prac
Leonardo zaczął pracować nad koniem przed 23 kwietnia 1490 r. Natomiast 28 kwietnia otrzymał od Marchesina (skarbnika Ludwika) 103 liry jako zaliczkę na materiały do wykonania posągu. W związku z tym przedsięwzięciem Leonardo analizował proporcje konia. Podczas prac o wiele większą wagę przywiązywał do wierzchowca niż do księcia, niekiedy w swoich notatkach o pomniku pisał il cavallo (koń).
Pierwsze projekty pokazują, iż Leonardo wyobrażał sobie konia stającego dęba. Wówczas powstały problemy techniczne, jak podeprzeć ciężar zwierzęcia, które styka się z podstawą tylko tylnymi nogami. Leonardo miał różne koncepcje rozwiązania problemu. Na jednym rysunku pod przednimi kopytami widać było padającego wroga, a na innym leżał pod nimi pniak. W następnych miesiącach Leonardo porzucił pomysł konia stającego dęba. Następne szkice przedstawiały konia w kłusie.

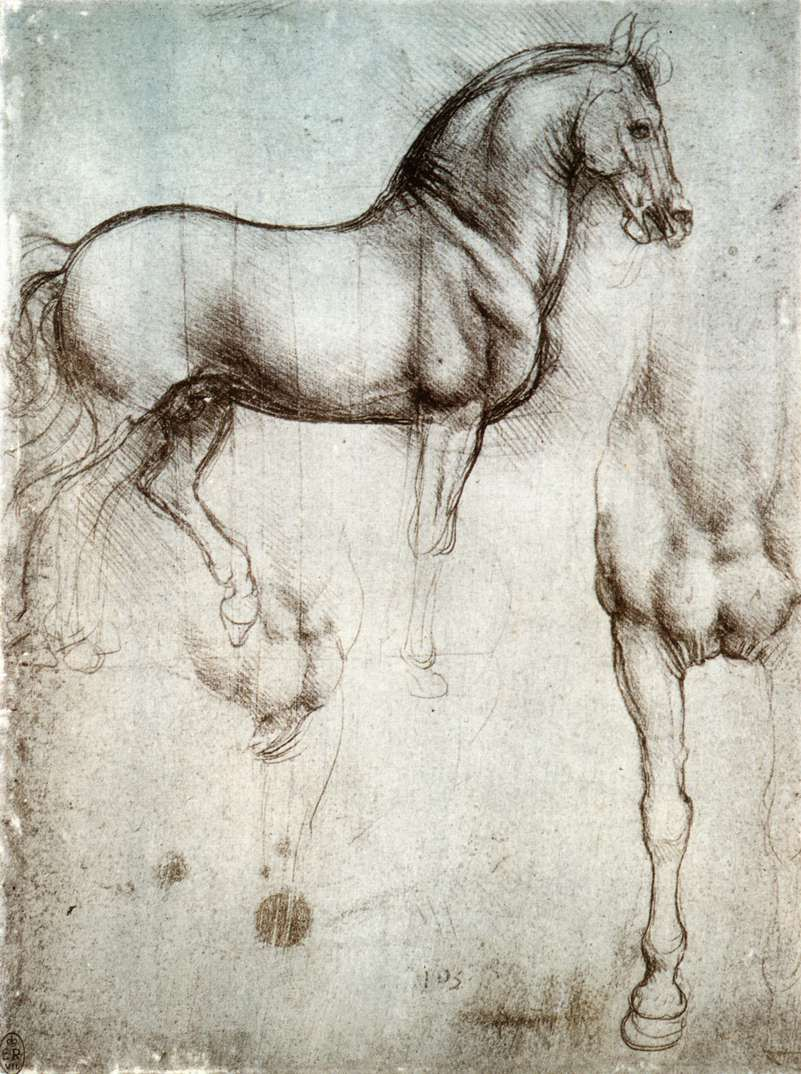
Studium konia

Prowadził studia przyrodnicze w stajniach mediolańskich, rysując konie najczystszej krwi oraz poddając analizie proporcje ich ciała. Zainteresowanie końmi sprawiły, że Leonardo zaplanował wydanie traktatu o anatomii koni (zdaniem Giovaniego Paolo Lomazzy traktat powstał, jednak został zniszczony podczas pożaru w 1499 roku). Powstały rysunki m.in. sycylijskiego wierzchowca należącego do Galeazza Sanseverina, dowódcy wojsk Mediolanu i zięcia Ludwika Sforzy. W czerwcu 1490 roku Leonardo przyglądał się w Pawii pozostałościom pomników konnych z czasów antycznych.

### Odsłonięcie gipsowego modelu
30 listopada 1493 roku, podczas uroczystości z okazji zaślubin Bianki Marii Sforzy (bratanicy Ludwika) z Maksymilianem I (przyszłym cesarzem) na Corte Vecchia został wystawiony gipsowy model pomnika naturalnej wielkości. Wywoływał wielkie zainteresowanie i podziw współczesnych, a Leonardowi zapewnił renomę. Pomnik oraz Leonarda wychwalał nadworny poeta Baldassare Taccone. Paolo Giovi napisał, że koń wyglądał tak, jakby rwał się naprzód i gwałtownie prychał. Inni poeci opisując dzieło wykorzystywali przydomek da Vinci do gry słów (vinci w języku włoskim znaczy „zwyciężasz”).

### Odlew
Leonardo da Vinci przez dwa lata przygotowywał się do wykonania odlewu. Pomniki były zazwyczaj odlewane w kilku częściach. Fragmenty następnie łączono i polerowano. Metoda ta była praktyczna, jednak źle odbijała się na jakości dzieła. Leonardo zdecydował się na odlanie konia w całości, korzystając z jednej formy. Zaprojektował formę odlewniczą, armaturę, dźwigi i inne maszyny potrzebne do uniesienia formy i opuszczenia jej do dołu odlewniczego. Testował różne metody i materiały, by w jak najkrótszym czasie przygotować proces odlewu. Zaproponował, by roztopiony brąz miał być wlany do formy przez wiele otworów jednocześnie. Forma miała znaleźć się w specjalnie wykopanym dole. Stop miał być wlany przez otwory w brzuchu konia. Para miała uchodzić poprzez wywiercone dziury w kopytach. Leonardo porzucił plany pod koniec 1493 roku po tym jak zauważył, że dół musiałby być tak głęboki, że forma znalazłaby się zbyt blisko wód gruntowych. Następnie zaproponował ułożenie formy na boku.

### Zaniechanie planów
Prace nad posągiem konnym przerwała wojna. W 1494 roku wojska króla Francji Karola VIII Walezjusza zaatakowały Włochy. 17 listopada 1494 roku zapasy brązu Ludwik Sforza przekazał do Ferrary, gdzie jego szwagier Herkules I d’Este przetopił je na trzy małe działa. W 1497 roku Leonardo napisał list do Ludwika Sforzy, gdzie znalazły się słowa: O koniu nawet nie wspominam, bo wiem, jakie mamy dziś czasy. W 1499 roku Francja podbiła Mediolan. Francuscy łucznicy zniszczyli konia, traktując go jako tarczę do ćwiczeń strzeleckich. Gipsowy model został przewieziony do Ferrary, gdzie się rozsypał.
Według Mattea Bandelli Leonardo kontynuował pracę nad pomnikiem, gdy malował Ostatnią Wieczerzę w latach 1494–1498.
W połowie XVI wieku pisarz Pietro Aretino napisał o rzeźbiarzu, który planował odsłonięcie pomnika konnego, mającego przyćmić historię o nieukończonym posągu Leonarda.